# Большое Минино
Большое Минино — деревня в Тёпло-Огарёвском районе Тульской области России.
В рамках административно-территориального устройства является центром Мининского сельского округа Тёпло-Огарёвского района, в рамках организации местного самоуправления включается в Волчье-Дубравское сельское поселение.

## География
Расположена в 26 км к югу от райцентра, посёлка городского типа Тёплое, и в 89 км к югу от областного центра, г. Тулы. 

## Население
| 2002 | 2010 |
| ---- | ---- |
| 308  | ↗310 |